# Pavlin
Pavlin je 57. najbolj pogost priimek v Sloveniji, ki ga je po podatkih Statističnega urada Republike Slovenije na dan 31. decembra 2007 uporabljalo 1.664 oseb, na dan 1. januarja 2010 pa 1.652 oseb in je med vsemi priimki po pogostosti upurabe zasedel 58. mesto.

## Znani nosilci priimka
- Alfonz Pavlin/Paulin (1853—1942), botanik, dopisni član SAZU
- Anja Pavlin, pevka (Indigo), producentka in besedilopiska
- Anja Pavlin, dr. biokemije?
- Barbara Pavlin, gledališka maskerka
- Boštjan Pavlin, državni sekretar na MORS
- Branko Pavlin (*1959), geograf
- Ciril Pavlin (1888—1964), pravnik, gospodarstvenik in publicist
- Fran Pavlin (1872—1945) jeseniški fotograf in slikar, vzornik Jake Čopa
- Franc Pavlin (1860—1916), gradbeni inženir, hidrotehnik, gospodarstvenik
- Franc Pavlin (*1937), metalurg in montanist
- Franc Pavlin (partizan)
- Franc Pavlin (teritorialec)
- Gregor Pavlin, arhitekt, fotograf, ambasador Mesta Ljubljana
- Janez Pavlin (1848—1896), rimskokatoliški duhovnik in misijonar v ZDA
- Janez Pavlin, župan občine Dobrepolje
- Jernej Pavlin (1881—1963), duhovnik, nabožni pisec in stenograf
- Jernej Pavlin, politik
- Jožef Pavlin (1875—1914), podobar
- Kim Daniela Pavlin (*1992), hrvaška plavalka
- Luka Pavlin (*1988), nogometaš
- Matic Pavlin, kemik, raziskovalec IJS
- Mile Pavlin (1926—2002), novinar, publicist, pisatelj
- Miran Pavlin (*1971), nogometaš
- Miran Pavlin (1920—2008), fotoreporter in publicist
- Roman Pavlin (*1963), gozdar
- Rudolf Pavlin (1922—2018), patofiziolog, prof. MF
- Sandi Pavlin (*1942), igralec
- Saša Pavlin Stošić (*1988), igralka
- Sergej Pavlin (1929—2017), arhitekt, oblikovalec, prof. FA, slikar
- Špel(c)a Pavlin (*1985), pevka
- Tomaž Pavlin (*1961), hokejist in zgodovinar športa
- Vita Žerjal Pavlin (* 1963), pesnica, slavistka, literarna teoretičarka
- Žiga Pavlin (*1985), hokejist